# Червоное (Березовский район)
Червоное (укр. Червоне) — село, относится к Березовскому району Одесской области Украины.
Население по переписи 2001 года составляло 146 человек. Почтовый индекс — 67352. Телефонный код — 4856. Занимает площадь 0,955 км². Код КОАТУУ — 5121285113.

## Местный совет
67351, Одесская обл., Березовский р-н, с. Степановка, ул. Котовского, 16